# Chodouny
Obec Chodouny se nachází v okrese Litoměřice v Ústeckém kraji asi 5,7 km severně od Roudnice nad Labem. V obci, včetně místní části Lounky, žije 727 obyvatel.

## Historie

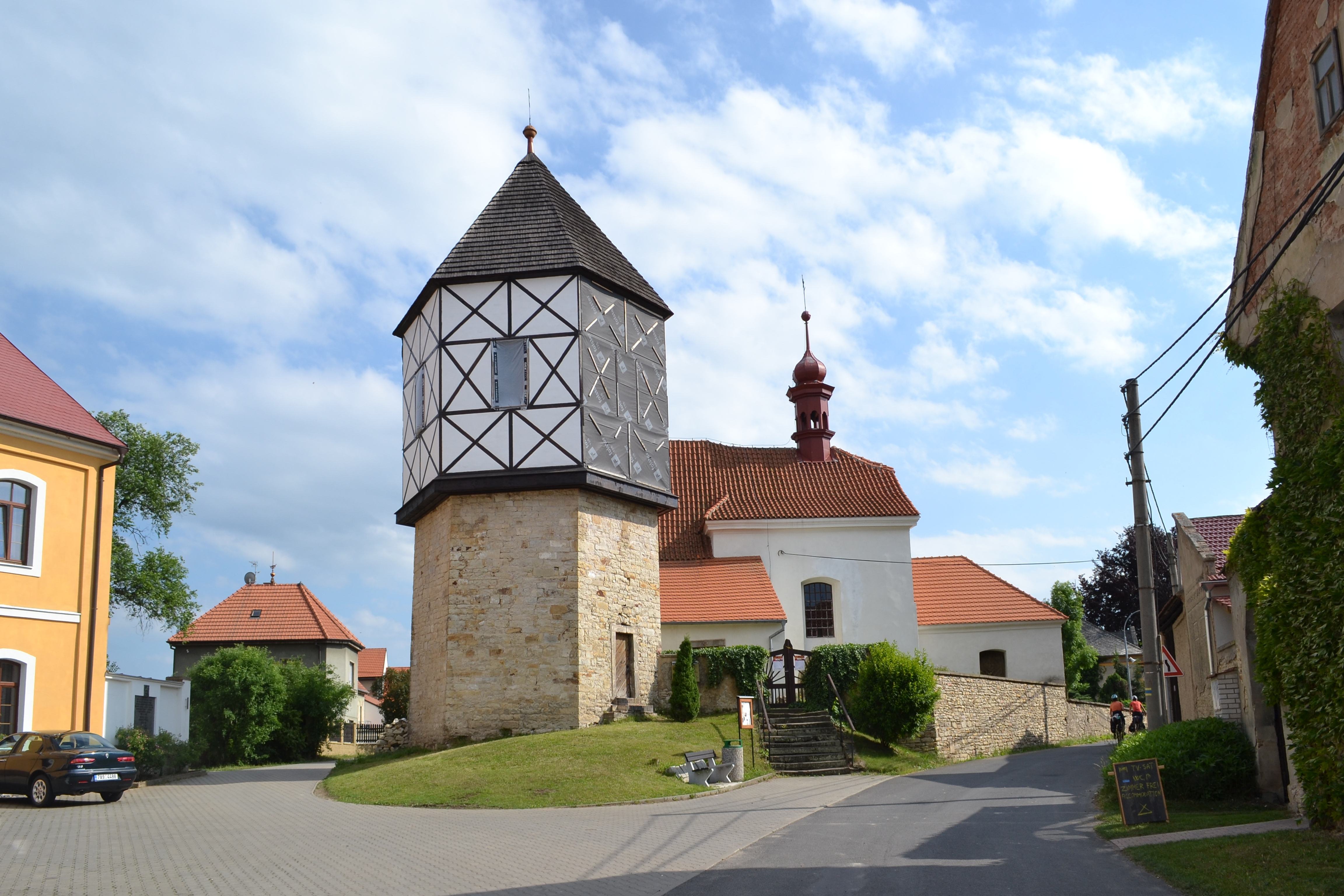
Kostel sv. Mikuláše se zvonicí v Chodounech-Lounkách

Pravěké osídlení okolní krajiny doložil záchranný archeologický výzkum, který severně od vesnice odkryl v poloze Na Karkuli pohřebiště z období lužické kultury a na stejném místě také sídliště z doby laténské.
První písemná zmínka o obci pochází z roku 1226.

## Obyvatelstvo
|           | 1869 | 1880 | 1890 | 1900 | 1910 | 1921 | 1930 | 1950 | 1961 | 1970 | 1980 | 1991 | 2001 | 2011 |
| --------- | ---- | ---- | ---- | ---- | ---- | ---- | ---- | ---- | ---- | ---- | ---- | ---- | ---- | ---- |
| Obyvatelé | 299  | 344  | 397  | 428  | 401  | 461  | 440  | 343  | 383  | 339  | 316  | 284  | 286  | 275  |
| Domy      | 45   | 54   | 58   | 68   | 76   | 86   | 97   | 109  | 90   | 99   | 102  | 113  | 125  | 122  |

## Pamětihodnosti
- Socha svatého Jana Nepomuckého
- Venkovská usedlost čp. 15

## Znak obce
Znak obce navrhl Miroslav Šantin.

## Části obce
- Chodouny
- Lounky